# Team Hoyt
Pour les articles homonymes, voir Hoyt.
La Team Hoyt (Équipe Hoyt) est formée par Dick Hoyt et son fils Rick. Dick Hoyt, né le 1er juin 1940 et mort le 17 mars 2021, est un ancien lieutenant-colonel de la Garde nationale aérienne des États-Unis. Rick, né en 1962, est gravement infirme moteur cérébral à la suite d'une complication à la naissance. Ils courent ensemble des marathons et des triathlons.

## Rick Hoyt
Rick Hoyt est diagnostiqué avec une paralysie cérébrale à la naissance due à des difficultés respiratoires majeures. Les dommages cervicaux le handicapent fortement. À la suite de ce lourd diagnostic, de nombreux médecins préconisent à ses parents de confier Rick à une institution, ne leur laissant que peu d'espoir sur une amélioration future de son état physique. Ses parents, au regard de l'acuité visuelle que Rick démontre en les suivant des yeux dans la salle, pensent qu'un espoir de le voir communiquer un jour avec eux existe. Ils l'amènent chaque week-end à l'hôpital pour enfants de Boston, où ils rencontrent un médecin qui les encourage dans leur démarche et les pousse à l'élever comme n'importe quel autre enfant. Judy, la mère de Rick, passe des heures chaque jour à lui enseigner l'alphabet qu'il apprend rapidement.
À l'âge de 11 ans, Rick est équipé d'un ordinateur qui lui permet de communiquer, prouvant que son niveau de compréhension et d'intelligence n'était pas handicapé. Ce dispositif de communication lui permet de fréquenter les écoles publiques pour la première fois. Il obtient son diplôme de l'Université de Boston en 1993 avec une aide spécialisée, il travaille ensuite au Boston College dans un laboratoire informatique aidant à développer des systèmes pour faciliter la communication et d'autres tâches pour les personnes handicapées.

## LaTeam Hoyt
La Team Hoyt voit le jour en 1977 quand Rick demande à son père s'ils peuvent courir ensemble au profit d'un joueur de crosse de son école devenu handicapé. Il souhaitait aussi faire la preuve que la vie continue, peu importe le handicap. Dick Hoyt n'est pas un coureur et il participe à 36 ans à cette première course. Son fils Rick lui confie plus tard que « lorsqu’il est dans la course, il ne se sent pas handicapé ». Après cette première épreuve, Dick Hoyt s'entraîne avec un sac de ciment dans le fauteuil roulant de Rick afin d'améliorer sa condition physique. 
Dick tire son fils dans un bateau lors des épreuves de natation, il le porte sur un siège à l'avant de son vélo, et le pousse dans un fauteuil roulant lors des épreuves de course à pied. Au 31 août 2008, ils ont pris part à 984 événements dont 229 triathlons (dont 6 ironman), 20 duathlons et 66 marathons dont 31 marathons de Boston. Ils ont également traversé les États-Unis à pied et à vélo, parcourant environ 5 600 km en 45 jours. En 2009, la team fête sa 1000e compétition lors du marathon de Boston.
Après avoir connu des problèmes de santé, Dick Hoyt meurt à l'age de 80 ans dans son sommeil le 17 mars 2021. De nombreuses personnalités sportives et politiques lui rendent hommage au travers de déclarations élogieuses. Dave McGillivray directeur du marathon de Boston et ami de longue de date évoque les 40 ans d'amitié entretenu avec la Teams Hoyt et le sentiment de force que lui inspire son parcours sportif. L'association athlétique de Boston retrace dans un communiqué la remarquable participation de la Team au marathon de la ville totalisant 32 participations à la course dont la 1000e épreuve sportive de l'équipe. En 2015 Dick Hoyt reçoit la distinction de Grand Marshal de la course en reconnaissance de l'impact de l'équipe formé avec son fils Rick sur la course et sur les épreuves para-athlétiques en général.

## Honneur et reconnaissance

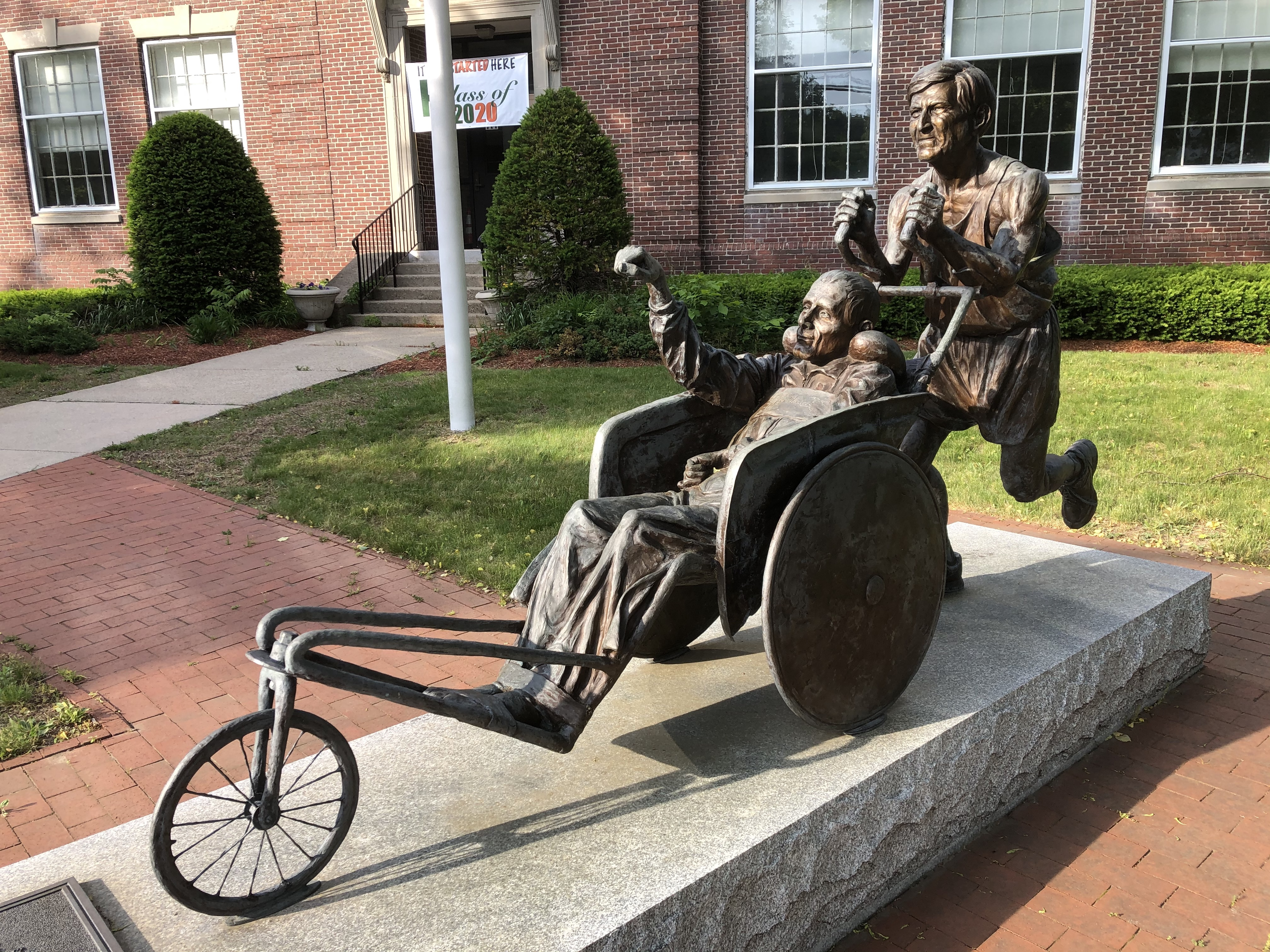
Team Hoyt, statue en bronze à Hopkinton MA

L'équipe, reçoit plusieurs distinctions honorifiques durant ses années actives :
- Elle est introduite dans le Ironman Hall of Fame in 2008[7],[8].

- En avril 2013, une statue en bronze est élevé en reconnaissance des participations au marathon de Boston à Hopkinton (Massachusetts)[9].

- En 2013, également la chaîne de télévision sportive ESPN décerne à la Team Hoyt un ESPY Awards pour ses réalisations sportives[10].

- En 2020, USA Triathlon, introduit Rick et Dick Hoyt dans le Hall of Fame de la fédération américaine de triathlon[11].

## Cinéma
Cette performance a servi de point de départ au scénario du film de Nils Tavernier De toutes nos forces, sorti en 2014 avec Jacques Gamblin (le père) et Fabien Héraud (le fils).